# Cochamó
Cochamó è un comune del Cile della provincia di Llanquihue nella Regione di Los Lagos. Al censimento del 2002 possedeva una popolazione di 4.363 abitanti.

## Società

### Evoluzione demografica
| Censimento del 1992 | Censimento del 2002 |
| 4.361 ab.           | 4.363 ab.           |